# Aloe 'Tingtinkie'
Aloe 'Tingtinkie' é uma espécie de liliopsida do gênero Aloe, pertencente à família Asphodelaceae.